# Stiftung Dialog und Bildung
Die Stiftung Dialog und Bildung – Ansprechpartner für Hizmet in Deutschland (SDuB) in Berlin ist die zentrale Institution der Gülen-Bewegung in Deutschland. Die 2014 gegründete Stiftung fungiert als Ansprechpartner für Medien und Öffentlichkeit.

## Geschichte und Hintergrund
Aus der Idee der Gülen-Bewegung heraus wurden auch in Deutschland vor allem Bildungseinrichtungen gegründet und betrieben. Die Bewegung finanziert etwa 50 Privatschulen und 120 Nachhilfevereine und betreibt rund 300 Studentenwohnheime, die sogenannten „Lichthäuser“ (ışık evleri) mit Wohngemeinschaften für muslimische Studenten. Mit ca. 15 Stiftungen soll der Kontakt zu Kirchen, Wissenschaftlern und Politikern geknüpft werden. Bundesweit und international in über 160 Ländern betreibt die Gülen-Bewegung ein weitverzweigtes Netzwerk von Bildungs-, Dialog-, Medien- und Wirtschaftsunternehmen.  
In Deutschland reagierte die Bewegung 2013 auf die gestiegene mediale und öffentliche Aufmerksamkeit mit einer zentralen Ansprechpartnerin für die Öffentlichkeit. Im Mai 2013 gründete sich zunächst eine „Hizmet Arbeitsgemeinschaft“, um die Öffentlichkeitsarbeit in der Gülen-Bewegung zu bündeln. Hizmet (türk. „Dienst“) ist die bevorzugte Selbstbezeichnung der Anhängerschaft Fethullah Gülens. Initiator der AG war der heutige Vorsitzende der Stiftung Ercan Karakoyun. Karakoyun war zuvor etliche Jahre Vorsitzender der Stiftung Forum für interkulturellen Dialog in Berlin (FID). Er konnte namhafte Persönlichkeiten für den Beirat der Vorgängerstiftung FIR gewinnen. Dazu gehörten die frühere Bundestagspräsidentin Rita Süssmuth (CDU), der ehemalige Bundestagsabgeordnete Markus Meckel (SPD) und Rabbiner Walter Homolka, Direktor des Abraham Geiger Kollegs.
2014 wurde die Stiftung Dialog und Bildung mit ca. 80 Stiftern aus ganz Deutschland gegründet. Laut eigener Aussage ist sie die ersten Stiftung, die von Menschen mit Migrationshintergrund in Deutschland gegründet wurden.

## Organisation
Vorsitzender der Stiftung und „das Gesicht der Gülen-Bewegung in Deutschland“ ist der Soziologe Ercan Karakoyun (* 1980) aus Schwerte. Sitz der Stiftung ist Berlin, nahe dem Gendarmenmarkt. Die Stiftung Dialog und Bildung ist Mitglied des Bundesverbands Deutscher Stiftungen.  
Verbunden ist die SDB mit dem Bund Deutscher Dialog Institutionen (BDDI), der Koordinationsplattform der Gülen-Bewegung nahestehenden Dialogvereine.
Unterstützer der Stiftung sind vor allem Leiter von Einrichtungen der Bewegung u. a.:
- Hilal Akdeniz, Journalistin der Tageszeitung Zaman
- Muammer Akın, Leiter der BIL Schulen Stuttgart
- Mustafa Altaş, stellv. Vorstandsvorsitzender der World Media Group in Offenbach
- Eyüp Beşir, Vorsitzender des FID e. V. Frankfurt
- Önder Kurt, Geschäftsführer des Bundesverbandes der Unternehmervereinigungen in Berlin
- S. Ahmet Tokmak, Leiter der Sema Schulen Mannheim
- Uğur Ünal, Öffentlichkeitsreferent der Academy e. V. in Frankfurt
- Fatih Yılmaz, Vorstandsmitglied des Rumi Forum am Rhein e. V., Düsseldorf

## Inhalte und Arbeit
Die Stiftung Dialog und Bildung will „den Dialog fördern und neue, auf gesellschaftliche Teilhabe ausgerichtete Bildungskonzepte in Deutschland stärken“. Ein wichtiges Ziel ist die Information über die Hizmet im Allgemeinen und zu Fethullah Gülen im Besonderen. Dies geschieht durch Veranstaltungen und Öffentlichkeitsarbeit. Einzelne Themen will die Stiftung wissenschaftlich vertiefen.
Die Stiftung betont, dass ihre Aktivitäten auf den Grundlagen freiheitlich-demokratischer Prinzipien und universeller Werte beruhen.
Nach dem Putschversuch in der Türkei 2016 machte die Türkische Regierung die Gülen-Bewegung für den versuchten Staatsstreich verantwortlich und ging in allen Bereichen der Gesellschaft gegen Anhänger der Gülen-Bewegung vor. Die SDUB forderte daraufhin von der deutschen Politik, den türkischen Präsidenten Erdogan aufzufordern, eine Instrumentalisierung der Deutsch-Türken zu verhindern. Ercan Karakoyun sagte, die Entwicklungen in der Türkei seien nicht nur für die dort lebenden Menschen besorgniserregend, sondern schadeten auch hierzulande der Integration von Deutsch-Türken.

## Bewertung
Friedmann Eißler von der Zentralstelle für Weltanschauungsfragen der EKD schrieb 2014 über die damals neu gegründete Stiftung:
„Die neu gegründete Stiftung nennt als die Werte, für die sie eintritt, Meinungs- und Religionsfreiheit, Demokratie und Teilhabe, Chancengerechtigkeit, Toleranz, Gleichstellung von Mann und Frau, Frieden und Gewaltfreiheit. […] Allerdings ist es keine Erbsenzählerei, wenn man auf Differenzen zwischen der Selbstdarstellung und den Lehren Gülens sowie zwischen dem allgemein verbreiteten Verständnis dieser Begriffe und deren offenbar wenig angefochtenem Verständnis im internen Diskurs aufmerksam macht, wie am Beispiel der Religionsfreiheit gezeigt. Es geht nicht um Spitzfindigkeiten, sondern um Grundfragen des Zusammenlebens in einer religiös pluralen Gesellschaft. […]
Stiftung Dialog und Bildung wird die Aufgabe haben, diese verständlich darzulegen und sich mit ihnen auseinanderzusetzen, Antworten auf kritische Anfragen zu geben und so der Forderung nach mehr Transparenz nachzukommen. Bisher hält sie es noch mit den Lücken. Mit den typischen Ausweichmanövern und etwas Firnis wohlklingender Phrasen wird die Aufgabe jedoch nicht zu bewältigen sein. Fazit: Bisher steht tatsächlich noch nicht drauf, was drin ist.“